# HMS Nelson (28)
HMS Nelson byla bitevní loď Royal Navy třídy Nelson. Loď dostala přezdívku "Nels-ol" díky své nekonvenční konstrukci, která připomínala tehdejší zásobovací tankery třídy Ol.[zdroj?]
Její neobvyklý vzhled se všemi dělovými věžemi na přídi byl způsoben tím, že loď měla být původně mnohem větší, ale podle Washingtonské úmluvy musela být tonáž lodi omezena, a to bylo provedeno zkrácením zádi (Toto píše český pilot RAF František Fajtl,  který byl na její palubu pozván v Gibraltaru v roce 1942)

## Osudy
V letech 1937–1938 bylo u lodi zesíleno pancéřování palub, další výrazné modifikace přinesla až válka. V roce 1940 byla navíc zesílena protiletadlová výzbroj lodi o 24 kusů 40mm kanónů a dva raketomety (odstraněné za dva roky). Loď také dostala radar. V roce 1942 byly odstraněny torpédomety, přibylo dalších 8× 40 mm a 13× 20 mm. V roce 1943 byly odstraněny kulomety a loď dostala další 20mm kanóny.
Nelson už 30. října 1939 zasáhla tři torpéda z ponorky U-56, ale naštěstí nevybuchla. Dne 4. prosince 1939 ho však na osm měsíců vyřadil výbuch německé magnetické miny. V roce 1941 byl Nelson (Rodney též) součástí svazu H v Gibraltaru. Dne 27. září 1941 byl Nelson při doprovodu konvoje zasažen italským leteckým torpédem. V roce 1942 se Nelson spolu s Rodney podílely na vylodění v Severní Africe (Operace Torch), v následujícím roce i na vylodění na Sicílii a v Itálii. V roce 1944 Nelson a  a jeho sesterská loď podporovaly vylodění v Normandii.
V roce 1946 byla loď přeřazena k výcviku, v roce 1948 byla použita jako cvičný cíl pro bombardovací letouny a v roce 1949 sešrotována.